# Xã Wortman, Quận Tripp, Nam Dakota
Xã Wortman (tiếng Anh: Wortman Township) là một xã thuộc quận Tripp, tiểu bang Nam Dakota, Hoa Kỳ. Năm 2010, dân số của xã này là 29 người.